# Callicarpa shikokiana
Callicarpa shikokiana là một loài thực vật có hoa trong họ Hoa môi. Loài này được Makino mô tả khoa học đầu tiên năm 1904.